# ホホバ脂肪酸イソプロピル
ホホバ脂肪酸イソプロピル(Isopropyl jojobate)は、イソプロピルアルコールとホホバオイル由来の酸のエステルである。化粧品に配合される。

## 化学構造
ホホバ脂肪酸イソプロピルは、ホホバオイルの未分画の鹸化生成物のイソプロピルエステルである。これは、ホホバアルコールと、イソプロピルとホホバ脂肪酸のエステルの混合物で構成される。また、通常、未鹸化のワックスエステルも含まれる。

## 物理的性質
ホホバ脂肪酸イソプロピルは、無臭で淡琥珀色の物質で、室温では液体である。粘度はホホバオイルそのものよりずっと低い。

## 利用
ホホバ脂肪酸イソプロピルは、色素、湿潤剤、エモリエント（軟化剤）等として化粧品に配合され、口紅、アイシャドー、頬紅、ファンデーション（特にスティックファンデーション）、ヘアカラーリング剤等にしばしば含まれる。